# Vol amb ala delta

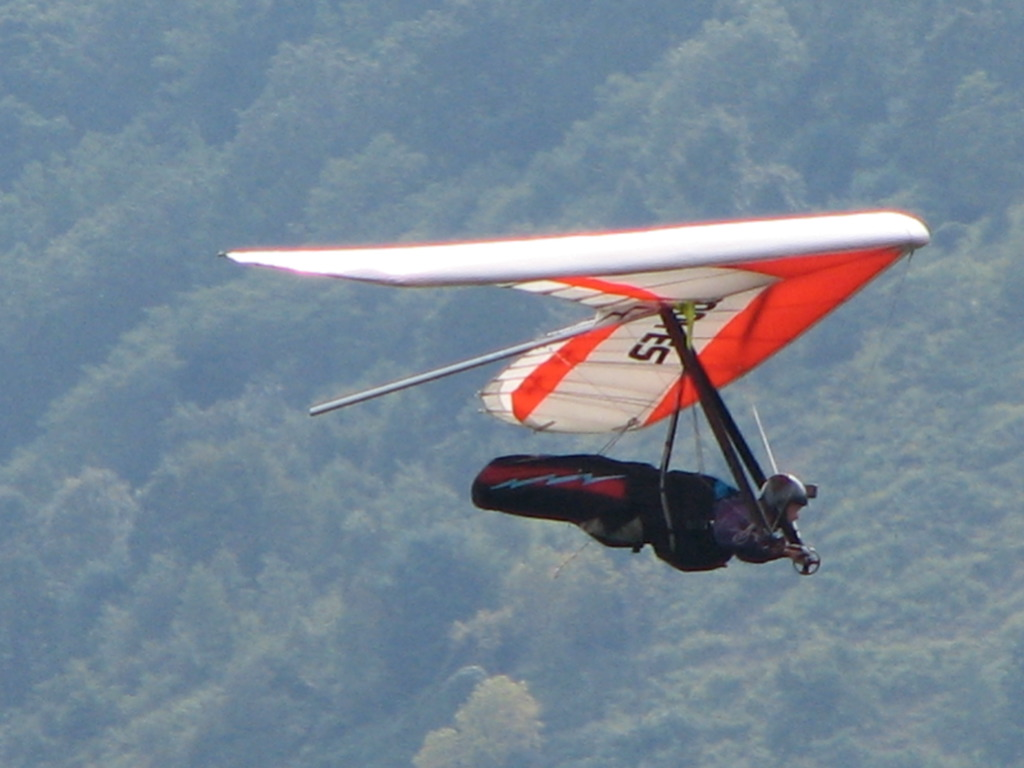
Ala delta just després del llançament des de Salève, França

El vol amb ala delta (en anglès: hang gliding), és un esport aeri o una activitat recreativa en què un pilot fa volar una aeronau lleugera, no motoritzada i més pesada que l'aire, anomenada ala delta amb forma d'ala. L'enlairament i l'aterratge s'efectuen a baixa velocitat, per la qual cosa és possible fer-los a peu.

## Descripció
Normalment, el pilot porta un arnès suspès del fuselatge i controla l'aeronau desplaçant el pes del cos respecte a un marc de control. La majoria de les ales delta modernes estan fetes d'un aliatge d'alumini amb un marc compost cobert amb tela de vela sintètica
Les primeres ales delta tenien una baixa relació sustentació-resistència, per la qual cosa els pilots es limitaven a planar per petits turons. A la dècada de 1980, aquesta relació va millorar notablement i, des de llavors, els pilots poden volar durant hores, guanyar milers de metres d'altitud en corrents tèrmics ascendents, realitzar acrobàcies aèries i poder planar centenars de quilòmetres camp a través. La Federació Aeronàutica Internacional i les organitzacions nacionals que regulen l‟espai aeri controlen alguns aspectes normatius de l‟ala delta. Obtenir els avantatges de seguretat que suposa rebre instrucció és molt recomanable i, de fet, un requisit obligatori a molts països.

## Història del vol amb planador

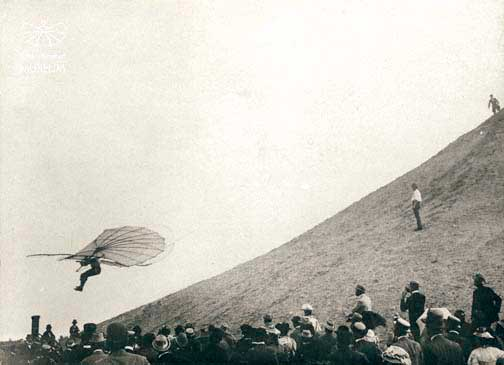
Otto Lilienthal en vol

El 1853, George Cayley va inventar un planador pilotat llançat en pendent. La majoria dels primers dissenys de planadors no garantien un vol segur; el problema era que els primers pioners del vol no comprenien prou els principis subjacents que feien funcionar l'ala d'un ocell. A partir de la dècada de 1880 es van produir avenços tècnics i científics que van donar lloc als primers planadors realment pràctics, com els desenvolupats als Estats Units per John Joseph Montgomery. A la dècada de 1890, Otto Lilienthal va construir planadors controlables amb els quals podia remuntar crestes de turons. El seu treball, rigorosament documentat, va influir en dissenyadors posteriors, convertint Lilienthal en un dels pioners de l'aviació més influents. La seva aeronau es controlava per desplaçament del pes i és semblant a una ala delta moderna.

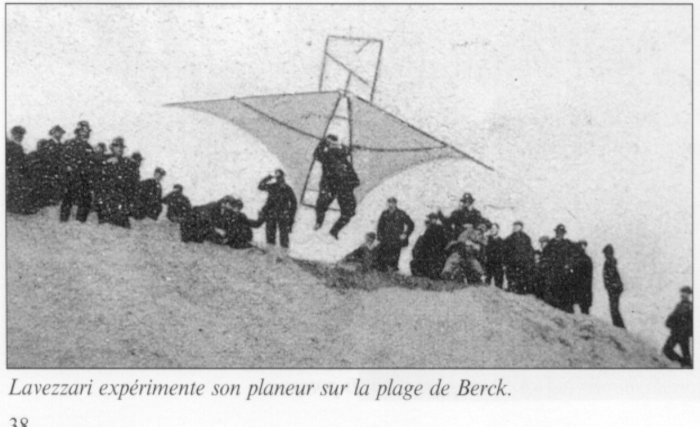
Jan Lavezzari amb un parapent de doble espelma.

El vol amb ala delta va veure la llum el 1904, quan Jan Lavezzari va fer volar una ala delta doble a la platja de Berck, França. El 1910, a Breslau, el marc de control triangular amb el pilot d'ala delta penjat darrere del triangle en una ala delta, es va començar a emprar en les activitats d'un club de vol sense motor. El biplà amb ala delta es va donar a conèixer molt a les revistes públicant plànols per a la seva construcció; aquests biplans d'ala delta van ser construïts i utilitzats en diverses nacions des de que Octave Chanute va fer demostracions dels seus biplans d'ala delta amb cua. L'abril de 1909, un article d'instruccions de Carl S. Bates va resultar ser un article fonamental sobre l'ala delta que, segons sembla, va afectar els constructors fins i tot de l'època contemporània. Molts constructors farien la seva primera ala delta seguint els dibuixos del seu article. El 1940, Volmer Jensen, amb un biplà ala delta anomenat VJ-11 va permetre un control segur en tres eixos d'una ala delta llançat a peu.

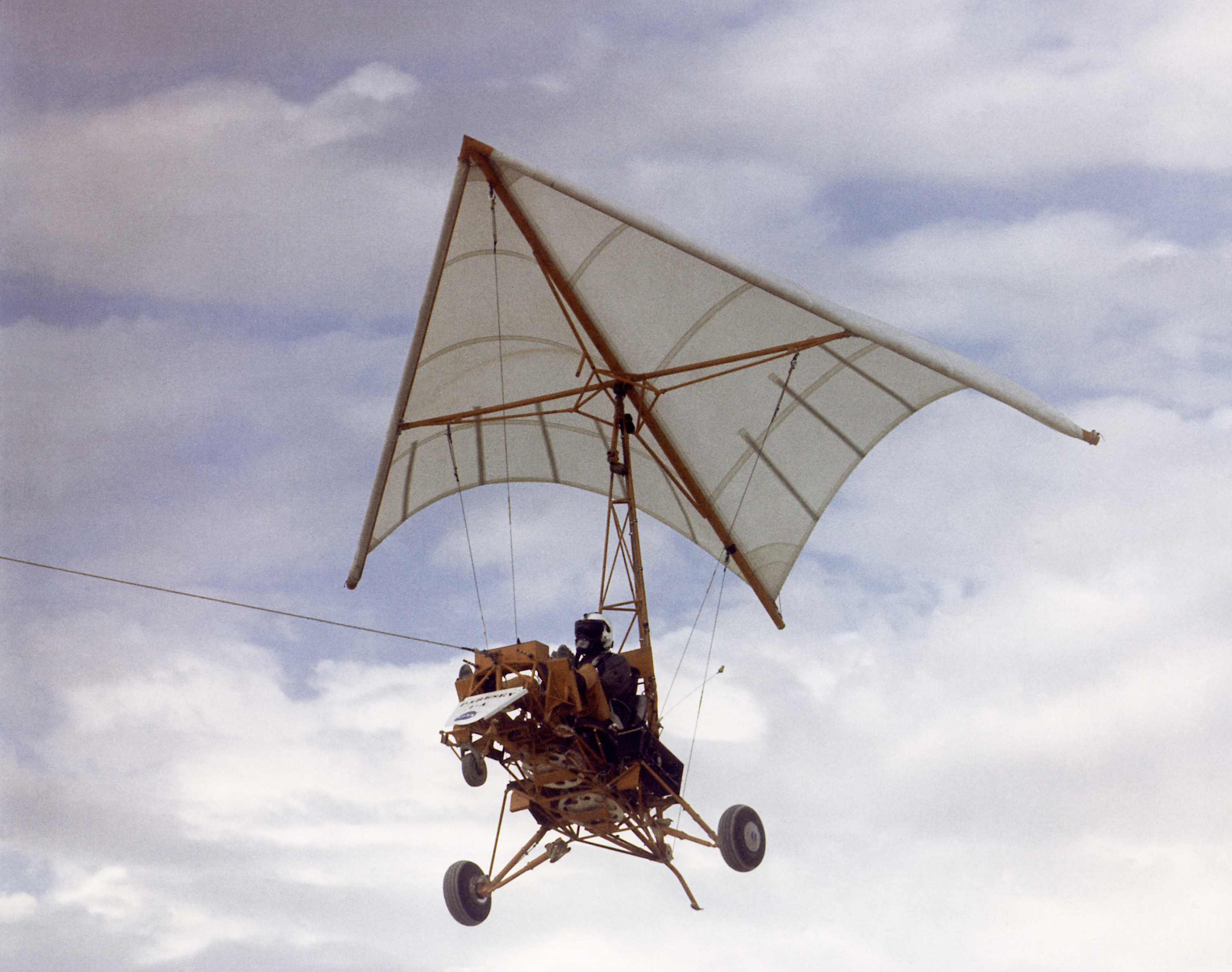
Planador Paresev de la NASA en vol amb cable de remolc.

El 23 de novembre de 1948, Francis Rogallo i Gertrude Rogallo van sol·licitar una patent d'estel per a una ala de estel totalment flexible amb reivindicacions aprovades per als seus usos de rigidesa i planejament; l'ala flexible o ala Rogallo, que l'any 1957 l'agència espacial americana NASA va començar a provar en diverses configuracions flexibles i semirígides per tal d'utilitzar-la com a sistema de recuperació de les càpsules espacials Gemini. Els diferents formats de rigidesa i la senzillesa de disseny i facilitat de construcció de l'ala, juntament amb la seva capacitat de vol lent i les seves característiques d'aterratge suau, no van passar desapercebuts pels entusiastes de les ales delta. El 1960-1962 Barry Hill Palmer va adaptar el concepte d'ala flexible per fer ala delta llançada a peu amb quatre disposicions de control diferents. El 1963 Mike Burns va adaptar l'ala flexible per construir un estel delta remolcable que va anomenar Skiplane. El 1963, John W. Dickenson va adaptar el concepte d'ala flexible per fer un altre planador d'esquí aquàtic; per això, la Fédération Aéronautique Internationale va concedir a Dickenson el Diploma de Ala delta (2006) per la invenció de l'ala delta "moderna". Des d'aleshores, l'ala Rogallo ha estat el perfil aerodinàmic més utilitzat de les ales delta.
Una altra dada interessant és que a la dècada de 1970, moltes companyies per tot el món van començar a fer còpies de l'ala delta de Dickenson, i el vol lliure es va tornar popular com a esport de diversió i de competició a moltes parts del món, especialment a Europa, Austràlia, Nova Zelanda i EE. UU. Els primers campionats del món es van celebrar el 1976, a Àustria.

## Components

### Tela

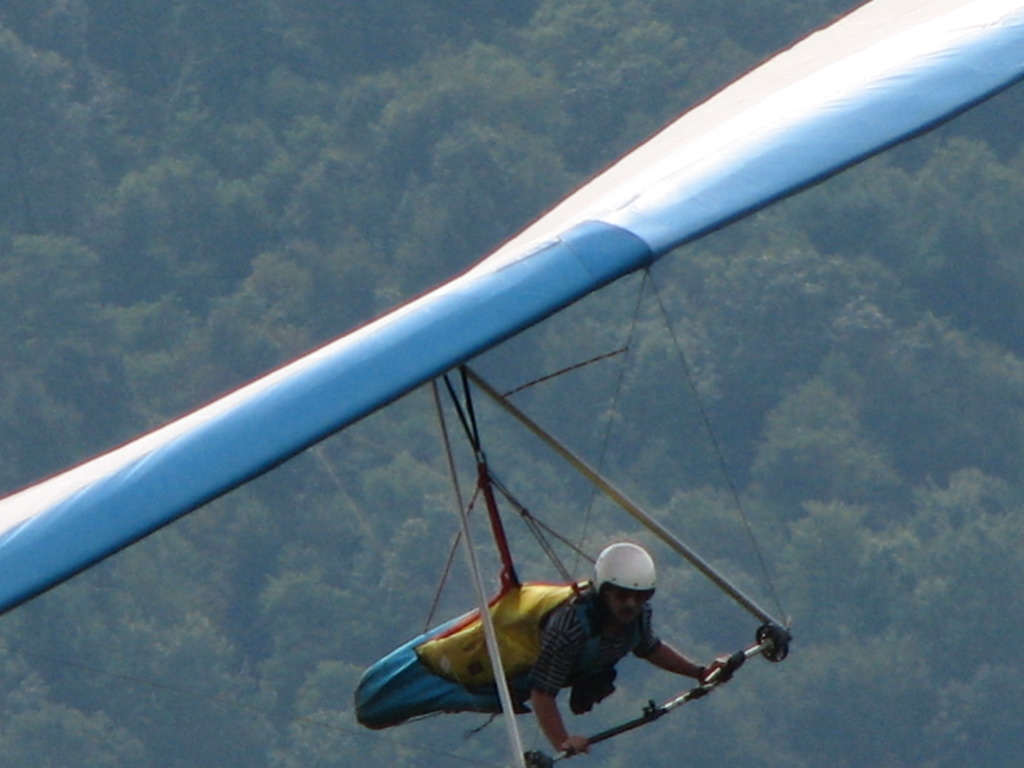
Ala delta moderna.

L'ala delta consta d'una superfície de tela molt àmplia, amb forma de delta, i es llança des de llocs elevats per poder planar. La tela sol estar feta de polièster impregnat amb resina, material lleuger i molt durador, o de composite laminats, que són menys elàstics i mantenen millor la forma de l'ala. Aquest darrer tipus es reserva per a ales d'alt rendiment perquè minimitza la torsió. Per protegir l'ala de la radiació ultraviolada, l'extradós es recobreix amb una pel·lícula amb algun pigment com TiO 2.
Tela de polièster teixida
La tela de polièster teixida és un teixit molt dens de fibres de polièster de petit diàmetre que s'ha estabilitzat mitjançant la impregnació en calent d'una resina de polièster. La impregnació de resina és necessària per proporcionar resistència a la distorsió i a l'estirament. Aquesta resistència és important per mantenir la forma aerodinàmica de la vela. El polièster teixit proporciona la millor combinació de lleugeresa i durabilitat en una espelma, amb les millors qualitats generals de maneig.
Tela laminada
Els materials per a teles laminades que utilitzen films de polièster aconsegueixen un rendiment superior en utilitzar un material menys elàstic que manté millor la forma de la vela, però segueix sent relativament lleuger de pes. Els desavantatges dels teixits de films de polièster són que la seva menor elasticitat sota càrrega sol traduir-se en un maneig més rígid i amb menor capacitat de resposta, i que els teixits laminats de polièster no solen ser tan duradors o resistents com els teixits.
La tela se sustenta en una estructura d'alumini (o titani ) al centre del qual va suspès el pilot per mitjà d'un arnès i normalment adopta una posició d'estesa, dirigint l'ala delta per mitjà de canvis de posició pendular amb la qual cosa desplaça el centre de gravetat. Les dues formes d'enlairament més utilitzades són remolcats, ja sigui per un torn o mitjançant aero-towing, i l'enlairament a peu, el qual es realitza corrent per un pendent, fins que l'ala aconsegueix la sustentació necessària o despenjant-se en picada uns metres per obtenir la velocitat necessària.

### Marc de control triangular
En la majoria de les ales delta, el pilot està instal·lat en un arnès suspès del fuselatge, i exerceix el control desplaçant el pes del cos en oposició a un marc de control estacionari, també conegut com a marc de control triangular, o «A-frame ». El bastidor de control consta normalment de 2 «tubs descendents» i una barra de control/barra base/tub base. Cada extrem de la barra de control està unit a un tub vertical oa un puntal més aerodinàmic (un «tub descendent»), on tots dos s'estenen des del tub base i es connecten al vèrtex de l'estructura de control/quilla del parapent. Això crea la forma d'un triangle o A-frame. En moltes d'aquestes configuracions es poden suspendre rodes addicionals o altres equips de la barra inferior o dels extrems de les varetes.
Les imatges que mostren un marc de control triangular a l'ala delta d'Otto Lilienthal de 1892 mostren que la tecnologia d'aquests marcs existia des dels primers dissenys d'ales delta, però ell no ho va esmentar a les seves patents. Als dissenys d'Octave Chanute també apareixia un marc de control per al desplaçament del pes del cos. Va ser una part important de l'ara comú disseny d'ales delta de George A. Spratt des de 1929. El més simple de les carcasses a A, atirantat, va ser demostrat en una trobada d'ales delta del club de planadors de Breslau en una ala delta de sabre llançable amb els peus l'any 1908 per W. Simon; l'historiador d'ales delta Stephan Nitsch ha recopilat exemples també de la carcassa de control a U usat en la primera dècada de 1900; la U és una variant del marc de control amb forma d'A.

## Entrenament i seguretat
Atès l'escàs historial de seguretat dels primers pioners d'ala delta, aquest esport s'ha considerat tradicionalment insegur. Els avenços en la formació dels pilots i en la construcció de les ales han millorat molt la seguretat. Les ales delta modernes són molt resistents quan es construeixen segons les normes de l'Associació de Fabricants d'Alas delta, la BHPA (per les sigles en espanyol), la Deutscher Hängegleiterverband o altres normes certificades, utilitzant materials moderns. Tot i la seva lleugeresa, es poden fer malbé fàcilment, ja sigui per un mal ús o per un ús continuat en condicions meteorològiques i de vent poc segures. Tots els planadors moderns porten incorporats mecanismes de recuperació en picat, com línies de gràtil als planadors amb pal, o sprogs als planadors sense pal.
Els pilots volen amb arnesos que subjecten el cos. Hi ha diversos tipus d'arnesos. Els arnesos Pod es col·loquen com una jaqueta i la part de les cames queda darrere del pilot durant l'enlairament. Un cop a l'aire, els peus s'introdueixen a la part inferior de l'arnès. Es tanquen a l'aire amb una corda i es descorden abans d'aterrar amb una altra corda. Durant l'enlairament, es col·loca un arnès tipus capoll sobre el cap i davant de les cames. Després de l'enlairament, els peus s'hi introdueixen i la part posterior queda oberta. Un arnès amb penjador per als genolls també es col·loca sobre el cap, però la part dels genolls s'embolica al voltant dels genolls abans de l'enlairament i recull la cama del pilot automàticament després de l'enlairament. Un arnès supí, és un arnès assegut. Les corretges de les espatlles es posen abans de l'enlairament i després d'enlairar-se el pilot llisca cap enrere al seient i així pot volar assegut.
Els pilots porten un paracaigudes inclòs a l'arnès. En cas de problemes greus, el paracaigudes es desplega manualment (a mà o amb un assistent balístic ) i porta a terra tant el pilot com el parapent. Els pilots també porten casc i, en general, altres elements de seguretat, com ganivets (per tallar la brida del paracaigudes després de l'impacte o les cordes i corretges de l'arnès en cas d'aterratge en un arbre oa l'aigua), cordes lleugeres (per despenjar-se dels arbres i pujar eines o cordes d'escalada), ràdios (per comunicar-se amb altres pilots o amb el personal de terra) i equip de primers auxilis.
La taxa d'accidents de vol a ala delta ha disminuït dràsticament gràcies a la formació dels pilots. Els primers pilots d'ala delta van aprendre aquest esport per assaig i error, i de vegades els planadors es construïen a casa. Els programes d'entrenament s'han desenvolupat per al pilot d'avui amb èmfasi en el vol dins de límits segurs, així com la disciplina de deixar de volar quan les condicions meteorològiques són desfavorables, per exemple: excés de vent o risc d'aspirar núvols.
Al Regne Unit, un estudi del 2011 va informar que hi ha una mort per cada 116.000 vols, un risc comparable a la mort sobtada cardíaca per córrer una marató o jugar a tennis. Una estimació de la taxa de mortalitat mundial és una mort per cada 1000 pilots actius a l'any.
La majoria dels pilots aprenen en cursos reconeguts que condueixen a l'obtenció de la targeta d'Informació Internacional de Competició de Pilot, reconeguda internacionalment i expedida per la FAI.

## Enlairament
Les tècniques de llançament inclouen el llançament des d'un turó/penya/muntanya/duna de sorra/qualsevol terreny elevat, el llançament per remolc des d'un sistema de remolc basat en terra, l'aerotowing (darrere d'una aeronau propulsada), els arnes propulsat o bé ser remolcat per una embarcació. Els remolcadors moderns solen utilitzar sistemes hidràulics dissenyats per regular la tensió de la línia, cosa que redueix les possibilitats de bloqueig, ja que les forces aerodinàmiques fortes provoquen un enrotllament addicional de la corda en lloc d'una tensió directa a la línia de remolc. També s'han utilitzat amb èxit altres tècniques de llançament més inusuals, com ara el llançament de globus aerostàtics des de gran altitud. Quan les condicions meteorològiques són inadequades per mantenir un vol de sustentació, el resultat és un vol de dalt a baix que s'anomena «vol de trineu». A més de les configuracions típiques d'enlairament, una ala delta es pot construir de manera que permeti modes d'enlairament alternatius a l'enlairament a peu; una forma pràctica de fer-ho és per a persones que físicament no poden enlairar-se a peu.
El 1983, Denis Cummings va reintroduir un sistema de remolc segur que estava dissenyat per remolcar a través del centre de massa i tenia un indicador que mostrava la tensió de remolc, també integrava una «baula feble» que es trencava quan se superava la tensió de remolc segura. Després de les proves inicials, a la vall Hunter, Denis Cummings, pilot; John Clark, (Redtruck), conductor; i Bob Silver, aficionat, van iniciar la competició d'ala delta Flatlands a Parkes, NSW., que va créixer ràpidament, passant de 16 pilots el primer any a albergar un Campionat del Món amb 160 pilots remolcant des de diversos camps de blat de l'oest de Nova Gal·les del Sud. El 1986, Denis i «Redtruck» van portar un grup de pilots internacionals a Alice Springs per aprofitar les enormes tèrmiques. Amb el nou sistema es van batre molts rècords mundials. Amb el creixent ús del sistema, es van incorporar altres mètodes de llançament, cabrestant estàtic i remolc darrere d'un tricicle ultralleuger o un avió ultralleuger.

## Vol a vela i vol de travessia

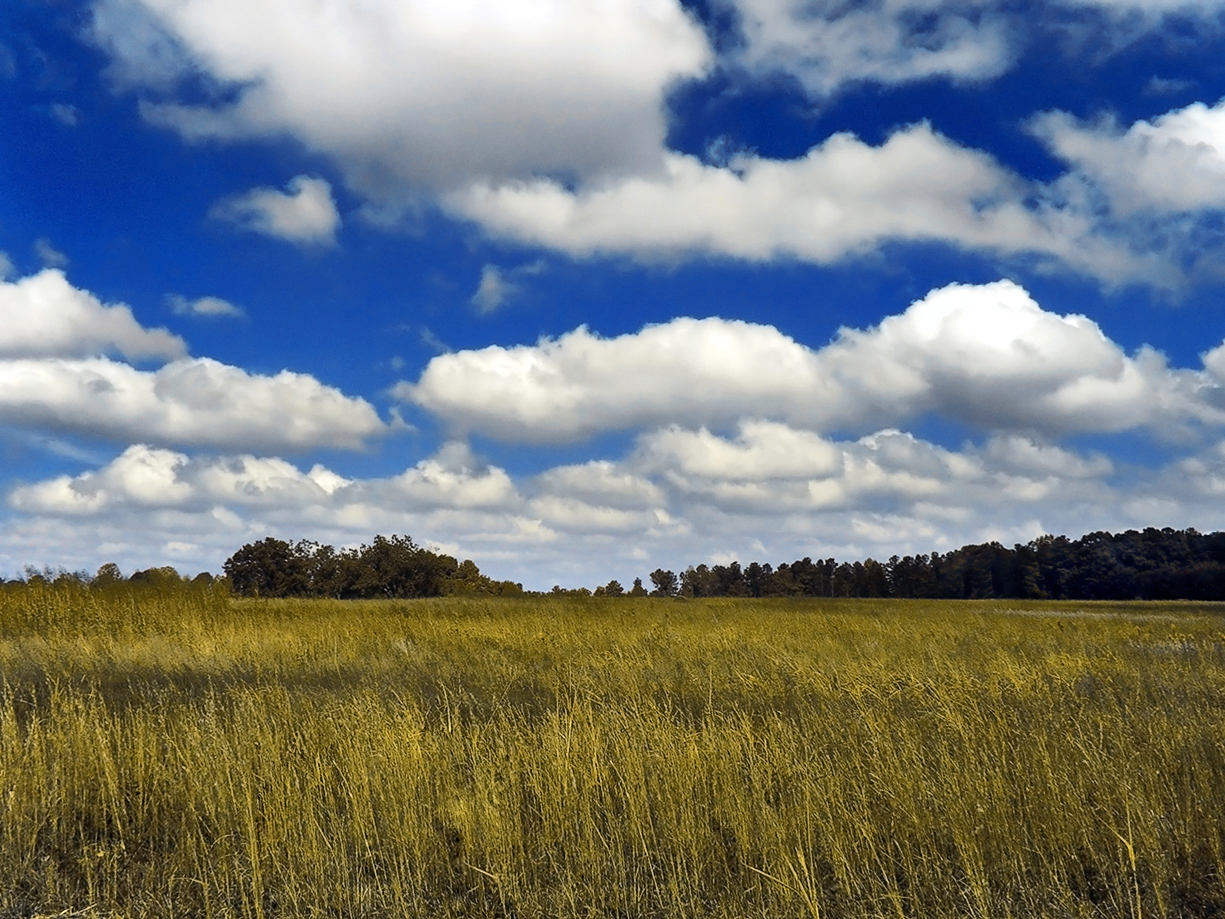
Bon temps per planar. Cúmuls ben formats amb bases més fosques suggereixen tèrmiques actives i vents fluixos.

Un planador en vol està baixant contínuament, per la qual cosa per aconseguir un vol perllongat, el pilot ha de buscar corrents d'aire ascendents més ràpids que la velocitat d'enfonsament del planador. Seleccionar les fonts de corrents d'aire ascendents és l'habilitat que cal dominar si el pilot vol aconseguir volar llargues distàncies, cosa que es coneix com a cross-country (XC). Les masses d'aire ascendents procedeixen de les fonts següents:
Tèrmiques
La font de sustentació més utilitzada és l'energia solar, que escalfa el terra i, alhora, l'aire que hi ha sobre ell. Aquest aire calent s'eleva en columnes conegudes com a tèrmiques. Els pilots de vol a vela s'adonen ràpidament de les característiques del terreny que poden generar tèrmiques i els seus punts d'activació a sotavent perquè les tèrmiques tenen una tensió superficial amb el terra i roden fins a assolir un punt d'activació. Quan la tèrmica s'eleva, el primer indicador són els ocells en picat que s'alimenten dels insectes que es porten per davant, o els remolins de sorra, o un canvi en la direcció del vent quan l'aire és arrossegat per sota de la tèrmica. A mesura que la tèrmica puja, els ocells que s'eleven són més grans. La tèrmica puja fins que es converteix en un cúmul o arriba a una capa d'inversió, que és on l'aire circumdant s'escalfa amb l'alçada i atura el desenvolupament de la tèrmica en un núvol. A més, gairebé tots els planadors contenen un instrument conegut com a variòmetre (un indicador de velocitat vertical molt sensible) que mostra visualment (i sovint de forma audible) la presència de sustentació i enfonsament. Un cop localitzada una tèrmica, un pilot de planador donarà voltes dins la zona d'aire ascendent per guanyar alçada. En el cas d'un grup de núvols, les tèrmiques es poden alinear amb el vent. Un pilot pot utilitzar un carrer de núvols per volar llargues distàncies en línia recta romanent a la massa d'aire ascendent.
Elevació de cresta
La sustentació de cresta es produeix quan el vent xoca amb una muntanya, penya-segat, turó, duna de sorra o qualsevol altre terreny elevat. L'aire és empès cap amunt per la cara de sobrevent de la muntanya, creant la sustentació. La zona de sustentació que s'estén des de la carena s'anomena banda de sustentació. Sempre que l'aire s'elevi més ràpid que la taxa de caiguda dels planadors, aquests poden elevar-se i ascendir a l'aire ascendent volant dins de la banda de sustentació paral·lela a la carena. El vol en cresta també es coneix com vol en pendent.
Ones de sotavent
El tercer tipus principal de sustentació utilitzat pels pilots de planadors són les ones de sotavent que es produeixen a prop de les muntanyes. L'obstrucció del flux d´aire pot generar ones estacionàries amb zones alternes de sustentació i enfonsament. El cim de cada bec d'onada sol estar marcat per formacions de núvols lenticulars.
Convergència
Una altra forma de sustentació s'obté de la convergència de masses d'aire, com en el cas d'un front de brisa marina. Altres formes més exòtiques de sustentació són els vòrtexs polars que el projecte Perlan espera utilitzar per elevar-se a grans altures. A Austràlia, els pilots de planadors també han utilitzat un fenomen poc comú conegut com a Morning Glory.

## Rendiment

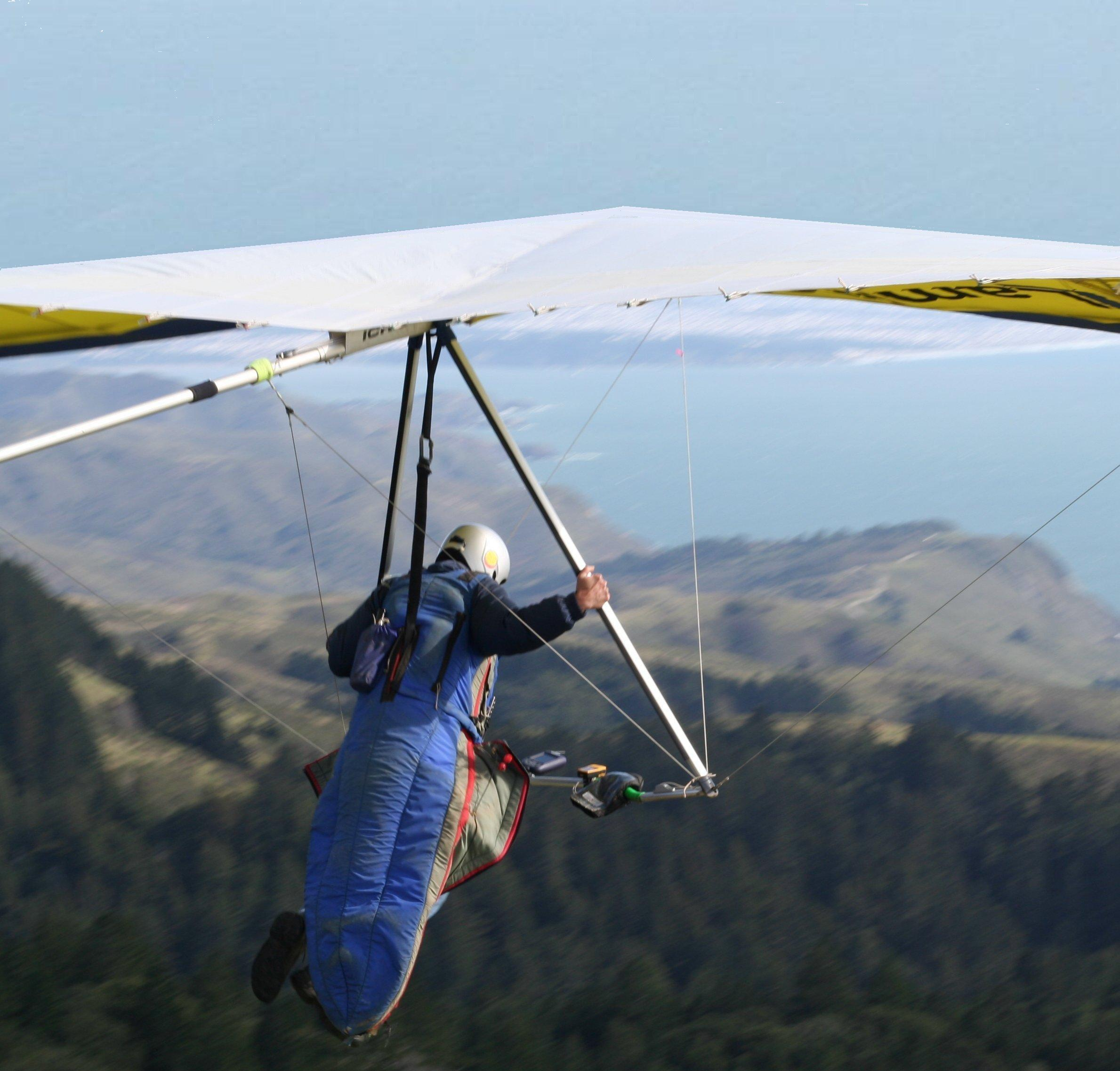
Enlairament d'ala delta des de la muntanya Tamalpais

Amb cada generació de materials i amb les millores a l'aerodinàmica, el rendiment de les ales delta ha augmentat. Una mesura del rendiment és la taxa de planatge. Per exemple, una relació de 12:1 vol dir que en aire suau una ala delta pot avançar 12 metres mentre només perd 1 metre d'altitud.
Algunes xifres de rendiment el 2006:
- Ales sense estabilitzador: taxa de planatge ~17:1, rang de velocitat ~30-145 km/h (19-90 mph), millor planatge a 45-60 km/h (28-37 mph)
- Ales rígides: taxa de planatge ~20:1, rang de velocitat ~35-130 km/h (22-81 mph), millor planatge a ~50-60 km/h (31-37 mph).

Llast
El pes extra que proporciona el llast és avantatjós si és probable que la sustentació sigui forta. Encara que els planadors més pesats tenen un lleuger desavantatge en ascendir en aire ascendent, arriben a una major velocitat en qualsevol angle de planatge. Això és un avantatge en condicions fortes quan els planadors passen poc temps ascendint en tèrmiques.

## Estabilitat i equilibri

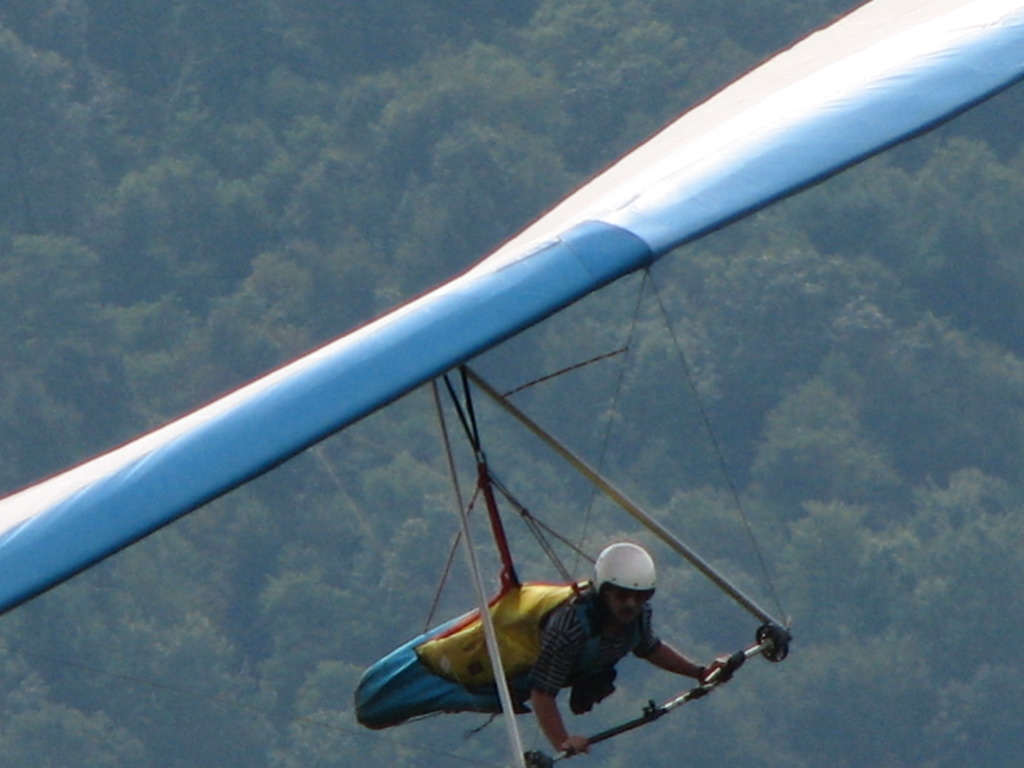
Ala delta dʻala flexible dʻalt rendiment. 2006

Atès que les ales delta s'utilitzen sobretot per al vol recreatiu, es prima un comportament suau, especialment a l'entrada en pèrdua i l'estabilitat natural del capçal. La càrrega alar ha de ser molt baixa perquè el pilot pugui córrer prou per superar la velocitat de l'entrada en pèrdua. A diferència d'un avió tradicional amb fuselatge estès i empenatge per mantenir l'estabilitat, les ales delta confien en l'estabilitat natural de les seves ales flexibles per tornar a l'equilibri en picada i picada. L'estabilitat en lloament sol estar a prop del punt mort. En aire en calma, una ala correctament dissenyada mantindrà un vol equilibrat amb poca intervenció del pilot. El pilot d'ala flexible està suspès sota l'ala per una corretja lligada al arnès. El pilot està estirat en decúbit pron (de vegades supí ) dins d'un gran marc de control metàl·lic triangular. El vol controlat s'aconsegueix empenyent i estirant aquest marc de control, desplaçant així el seu pes endavant o enrere, i cap a la dreta o cap a l'esquerra en maniobres coordinades.
Alabeig
La majoria de les ales flexibles estan configurades amb un alabeig gairebé neutre a causa del lliscament lateral (efecte anhedral ). A l'eix d'alabeig, el pilot desplaça la seva massa corporal utilitzant la barra de control de l'ala, aplicant un moment de alabeig directament a l'ala. L'ala flexible està construïda per flexionar diferencialment al llarg de l'envergadura en resposta al moment de balanceig aplicat pel pilot. Per exemple, si el pilot desplaça el pes cap a la dreta, la vora de fugida de l'ala dreta es flexiona més que l'esquerre, creant una sustentació diferent que fa girar la vela cap a la dreta.
Guinyada
L'eix de guinyada s'estabilitza mitjançant l'escombrada cap enrere de les ales. La plataforma escombrada, en picar de mans fora del vent relatiu, crea més sustentació a l'ala que avança i també més resistència, estabilitzant l'ala en picada. Si una ala avança davant de l'altra, presenta més superfície al vent i provoca més resistència en aquest costat. Això fa que l'ala que avança vagi més lenta i retrocedeixi. L'ala està en equilibri quan l'aeronau es desplaça en línia recta i les dues ales presenten la mateixa superfície al vent.
Capcineig
La resposta del control de capcineig és directa i molt eficient. Està parcialment estabilitzat per les ales, cosa que resulta en un angle d'atac diferent de les superfícies de sustentació més posteriors del planador. El sistema de control de canvi de pes només funciona quan l'ala està positivament carregada. Els dispositius de capcineig positiu, com les línies rèflex, s'utilitzen per mantenir una quantitat mínima segura de capcineig quan l'ala està descarregada o fins i tot carregada negativament (boca avall). Volar més ràpid s'aconsegueix desplaçant el pes del pilot cap endavant del marc de control; volar més lent desplaçant el pes del pilot cap a la popa (empenyent cap a fora).
A més a més, el fet que l'ala estigui dissenyada per doblegar-se i flexionar-se proporciona una dinàmica favorable anàloga a la suspensió d'una molla. Això proporciona una experiència de vol més suau que una ala delta rígida de mida similar.

## Instruments
Per maximitzar la informació de com està volant l'ala delta, la majoria dels pilots porten instruments de vol. Els més bàsics són un variòmetre i un altímetre, sovint combinats. Alguns pilots més avançats també porten indicadors de velocitat i ràdios. Quan volen en competició o camp a través, els pilots solen portar també mapes i/o unitats GPS. Les ales delta no tenen panells d'instruments com a tals, per tant tots els instruments estan muntats en el marc de control o ocasionalment lligats a l'avantbraç del pilot.

### Variòmetre

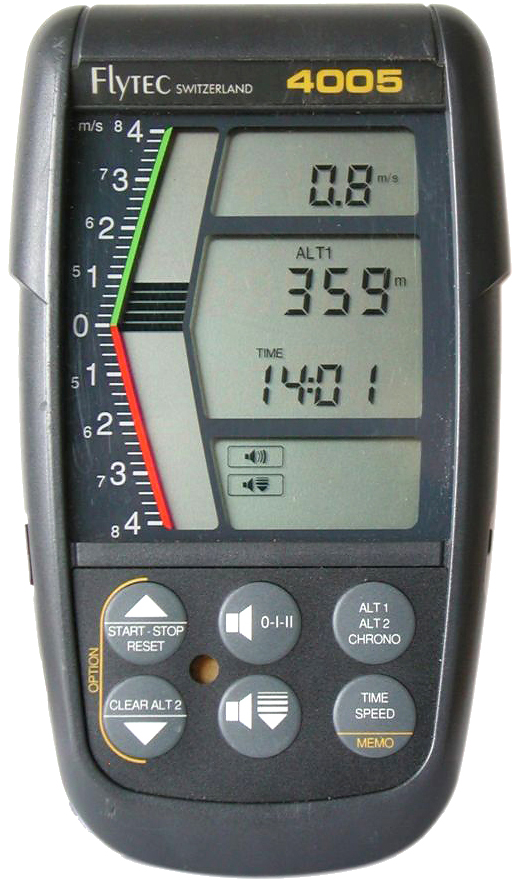
Varioaltímetre (c. 1998)

Els pilots de planador són capaços de percebre les forces d'acceleració quan entren per primer cop en una tèrmica, però tenen dificultats per calibrar el moviment constant. Així, és difícil detectar la diferència entre l'aire que puja constantment i l'aire que baixa constantment. Un variòmetre és un indicador de velocitat vertical molt sensible. El variòmetre indica la velocitat d'ascens o de descens amb senyals acústics (xiulets) i/o una pantalla visual. Aquestes unitats solen ser electròniques, varien en sofisticació i sovint inclouen un altímetre i un indicador de velocitat aerodinàmica. Les unitats més avançades solen incorporar un barògraf per registrar les dades de vol i/o un GPS integrat. El propòsit principal d'un variòmetre és ajudar un pilot a trobar i romandre en el nucli d'una tèrmica per maximitzar el guany d'alçada i, a la inversa, indicar quan està en aire que s'enfonsa i necessita trobar aire que puja. De vegades, els variòmetres són capaços de fer càlculs electrònics per indicar la velocitat òptima de vol en determinades condicions. La teoria MacCready respon a la pregunta de a quina velocitat ha de volar un pilot entre tèrmiques, tenint en compte la sustentació mitjana que espera a la següent tèrmica i la quantitat de sustentació o enfonsament que troba en mode creuer. Alguns variòmetres electrònics realitzen els càlculs automàticament, tenint en compte factors com el rendiment teòric del planador (taxa de planatge ), l'altitud, el pes del ganxo i la direcció del vent.

### Ràdio

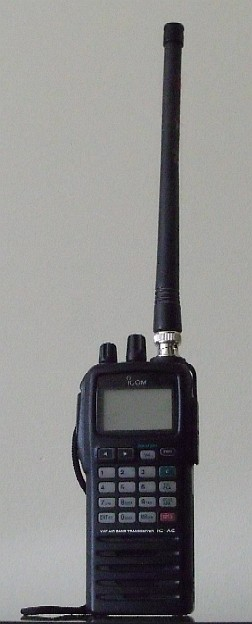
Ràdio d'aeronaus

De vegades, els pilots utilitzen transceptors per entrenar-se i per comunicar-se amb altres pilots a l'aire així com amb el personal de terra quan fan vols internacionals.
Un tipus de ràdio utilitzat són els transceptors portàtils PTT ( Prem per parlar ), que funcionen a VHF FM. Solen portar un micròfon al cap o incorporat al casc i l'interruptor PTT es fixa a l'exterior del casc o se subjecta a un dit. Operar una ràdio a la banda VHF sense la llicència apropiada és il·legal a la majoria dels països que han regulat les ones aèries (incloent-hi Estats Units, Canadà, Brasil, etc.), per la qual cosa cal obtenir informació addicional amb l'associació nacional o local d'Ala Delta o amb l'autoritat reguladora de ràdio competent.
Igual que les aeronaus que operen a l'espai aeri ocupat per altres aeronaus, els pilots d'ala delta també poden utilitzar el tipus de ràdio apropiat (és a dir, el transceptor de l'aeronau a la banda VHF del Servei Aeromòbil). Per descomptat, pot estar equipat amb un interruptor PTT a un dit i altaveus dins del casc. L'ús de transceptors d'aeronaus està subjecte a normatives específiques de l'ús a l'aire, com ara les restriccions de freqüències, però té diversos avantatges sobre les ràdios FM (és a dir, de freqüència modulada) utilitzades en altres serveis. La primera és el gran abast que té (sense repetidors) a causa de la modulació d'amplitud (és a dir, AM). Segon és la capacitat de contactar, informar i ser informat directament pels pilots d'altres aeronaus de les seves intencions, millorant així l'evitació de col·lisions i augmentant-ne la seguretat. La tercera és permetre més llibertat en els vols a distància en espais aeris regulats, en què la ràdio de l'aeronau és normalment un requisit legal. En quart lloc, la freqüència d'emergència universal controlada per tots els altres usuaris i satèl·lits i utilitzada en cas d'emergència o d'emergència imminent.

### GPS
El GPS (Sistema de Posicionament Global) es pot utilitzar com a ajuda a la navegació. A les competicions, s'utilitza per verificar que el concursant ha arribat als punts de control requerits.

## Rècords
Els rècords estan sancionats per la FAI (per les sigles en francès). El rècord mundial de distància en línia recta l'ostenta Dustin B. Martin, amb una distància de 764 km (475 mi) el 2012, amb origen a Zapata, Texas.
Judy Leden (GBR) ostenta el rècord d'altitud per a una ala delta llançada en globus: 11.800 m (38.800 peus) a Wadi Rum, Jordània, el 25 d'octubre de 1994. Així mateix, Leden ostenta el rècord de guany d'alçada: 3.970 m (13.025 peus), establert el 1992.
Els rècords d'altitud d'ales delta llançades amb globus:
| Altitud (ft) | Ubicació                         | Pilot           | Data                   | Referència |
| ------------ | -------------------------------- | --------------- | ---------------------- | ---------- |
| 38,800       | Wadi Rum, Jordan                 | Judy Leden      | 25 d'octubre del 1994  | [ 22 ]     |
| 33,000       | Edmonton, Alberta, Canadà        | John Bird       | 29 d'agost de 1982     |            |
| 32,720       | Califòrnia City, Califòrnia, USA | Stephan Dunoyer | 9 de setembre de 1978  |            |
| 31,600       | Mojave Desert, Califòrnia, USA   | Bob McCaffrey   | 21 de novembre de 1976 |            |
| 17,100       | San Jose, Califòrnia, USA        | Dennis Kulberg  | 25 de desembre de 1974 |            |

## Competició

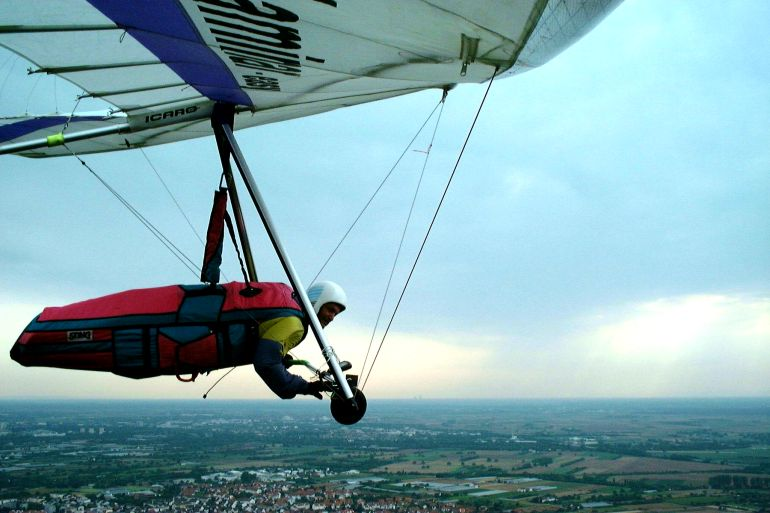
Ala delta moderna d'«ala flexible».

Els objectius principals de les competicions són:
Altres formes de competicions són les acrobàtiques i les de Speedgliding, on l'objectiu és baixar d'una muntanya el més ràpid possible passant per diverses portes de manera similar a l'esquí de descens.
A efectes de competicions, hi ha tres classes d'ala delta:
- Classe 1: ala delta flexible, amb volada controlada en virtut del pes desplaçat del pilot. No és un parapent. Les ales delta de classe 1 venudes als Estats Units solen estar homologades per l'Associació de Fabricants d'Alas delta.[25]
- Classe 5: ala delta rígida, el vol de la qual es controla mitjançant spoliers, en general a la part superior de l'ala. Tant a les ales flexibles com a les rígides, el pilot penja per sota de l'ala sense cap carenat addicional.
- Classe 2: ala delta designada per la FAI com a Subclasse O-2, en què el pilot està integrat a l'ala mitjançant un carenat. Aquestes ofereixen les millors prestacions i són les més cares.

## Arnès motoritzat

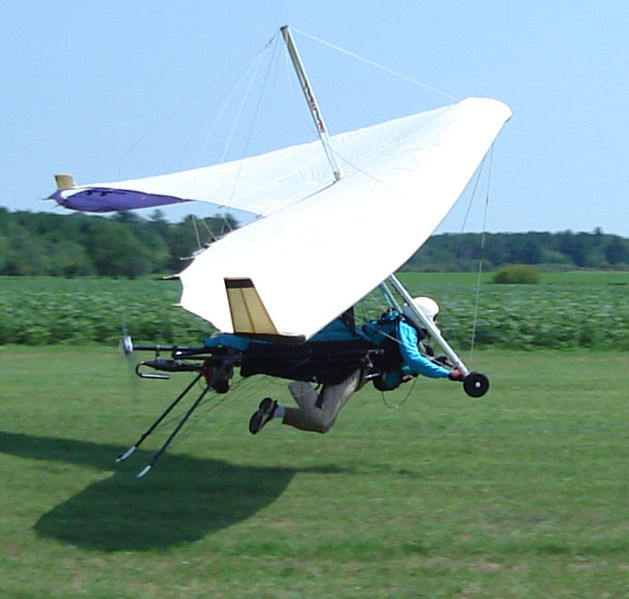
Arnès motoritzat.

Alguns pilots que viuen en àrees sense muntanyes, opten per utilitzar un arnès motoritzat, amb una estructura metàl·lica molt lleugera que porta muntat un motor de dos temps marca Radne Raket de 118cc i 14hp. L'arnès s'enganxa al planador de la manera acostumada i s'utilitza la propulsió de la seva hèlix (50 kg aprox.) per enlairar-se i trobar corrents ascendents d'aire i planar normalment. Aquests arnesos motoritzats porten noms com NRG, DoodleBug, Explorer, Raven, Filo, Wasp i X1.

## Maniobra aèria acrobàtica
Hi ha quatre maniobres acrobàtiques bàsiques en el vol amb ala delta:
- Bucle: una maniobra que comença en un picat a nivell de les ales, ascendeix, sense rodar, fins a l'àpex on el planador està de cap per avall, amb les ales a nivell (tornant per on va venir), i després torna a l'altitud i rumb inicials, de nou sense rodar, havent completat una trajectòria aproximadament circular al pla vertical.
- Tirabuixó: un tirabuixó es puntua des del moment en què una ala entra en pèrdua i el parapent gira notablement cap al tirabuixó. S'anota el rumb d'entrada en aquest punt. El planador ha de romandre en barrina durant almenys 1/2 volta per obtenir punts per versatilitat en barrina.
- Rollover: una maniobra on el rumb de l'àpex és menys de 90° a l'esquerra o dreta del rumb d'entrada.
- Ascens: maniobra on el rumb del vèrtex és superior a 90° a l'esquerra o a la dreta del rumb d'entrada.

## Diferència entre planador, ala delta i parapent
Pot haver-hi confusió quan es tracta de diferenciar planadors, ales delta i parapents. Tant els parapents com les ales delta són aeronaus planadores llançades a peu i en ambdós casos el pilot està suspès («penja») per sota de la superfície de sustentació, però «ala delta» és el terme per defecte per a aquelles en què el fuselatge conté estructures rígides. L'estructura primària dels parapents és flexible i consisteix principalment en material teixit.
|                                                            | Parapent | Ala delta | Planador |
| ---------------------------------------------------------- | --- | --- | --- |
| Xassís                                                     | Utilització de les cames del pilot per a l'enlairament i l'aterratge | Utilització de les cames del pilot per a l'enlairament i l'aterratge                                                                          | L'aeronau s'enlaira i aterra utilitzant un tren de aterratge amb rodes o patins |
| Estructura de l'ala                                        | Totalment flexible, la seva forma es manté únicament gràcies a la pressió de l'aire que entra i surt de l'ala durant el vol i a la tensió dels cordins. | En el cas de l'ala delta rígida, flexible, però reforçada amb una capa rígida que determina la seva forma                                     | Superfície alar rígida que embolcalla totalment l'estructura de l'ala |
| Posició del pilot                                          | Assegut en un arnès | Normalment en decúbit pron amb un arnès en forma de capoll suspès de l'ala; també és possible en posició asseguda o supina                    | Assegut en un seient amb arnès, envoltat d'una estructura resistent als xocs |
| Rang de velocitat (velocitat de pèrdua - velocitat màxima) | El més lent - normalment de 25 a 60 km/h per a planadors recreatius (més de 50 km/h requereix l'ús d'un accelerador), per tant més fàcil d'enlairar-se i volar amb vents fluixos; menor penetració del vent; la variació del capvesci es pot aconseguir amb els comandaments. | Més ràpids que els parapents, més lents que els planadors o velers                                                                            | Velocitat màxima de fins a 280 km/h ;velocitat de pèrdua de 65 km/h (40 mph); capaç de volar en condicions de vent turbulent i sortejar el mal temps; bona penetració amb vent en contra. |
| Màxima taxa de planatge                                    | Al voltant de 10:1, el rendiment de planatge relativament pobre dificulta els vols de llarga distància; el rècord mundial actual (el maig de 2017) és de 564 quilòmetres (350 mi)                                                                                             | Al voltant de 17:1, i fins a 20:1 per a les ales rígides                                                                                      | Velers de classe oberta: normalment al voltant de 60:1, però als avions més comuns de 15-18 metres de envergadura, les relacions de planatge se situen entre 38:1 i 52:1;[34] l'alt rendiment de planatge permet vols de llarga distància, amb 3.000 km com a rècord actual (el novembre de 2010).                    |
| Radi de gir                                                | Radi de gir molt tancat | Radi de gir una mica més gran que el dels parapents, més gran que el dels planadors/velers                                                    | Radi de gir més ampli, però capaç de girar en tèrmiques tancades |
| Aterratge                                                  | Cal menor espai per aterrar, el que ofereix més opcions d'aterratge per als vols camp a través; també és més fàcil d'empaquetar i transportar com una bossa fins a la carretera més propera.                                                                                  | Cal una superfície plana de 15 m a 60 m de longitud; una sola persona pot desmuntar-la i portar-la a la carretera més propera.                | Els aterratges es poden realitzar en un camp d'uns 250 m de longitud. La recuperació aèria pot ser possible, però si no, es necessita un remolc especialitzat per recuperar-lo per carretera. Alguns planadors tenen motors que eliminen la necessitat d'un aterratge, si s'arrenquen a temps.                        |
| Aprenentatge                                               | El més senzill i ràpid d'aprendre | L'ensenyament s'imparteix en ala delta monoplaça i biplaça.                                                                                   | L'ensenyament es realitza en un parapent biplaça amb doble comandament. |
| Facilitat de transport                                     | En paquets molt petits (fàcils de transportar i emmagatzemar) | Més difícils de transportar i emmagatzemar per la llargària; més complexes de muntar i desmuntar; sovint es transporten al sostre d'un cotxe. | Normalment s'emmagatzemen i transporten en remolcs d'uns 9 metres de llarg, des dels que s'apareguen. Tot i que els ormeigs auxiliars permeten a una sola persona aparellar un planador, normalment a l'aparell hi intervenen 2 o 3 persones. Alguns planadors d'ús freqüent s'emmagatzemen ja aparellats en hangars. |
| Cost                                                       | El cost d'un de nou és de 1.500 euros en endavant, barat però poc durador (unes 500 hores de vol, depenent del tractament), mercat de segona mà actiu. | El cost d'una ala delta nova és de 5.000 euros cap amunt, però hi ha també un mercat de segona mà                                             | El cost d'un planador nou és molt elevat (el més alt de la gamma, turbo de 18 m amb instruments i remolc, 200.000 euros), però és durador (fins a diverses dècades), per la qual cosa existeix un actiu mercat de segona mà; el cost típic oscil·la entre 2000 i 145 000 euros.                                       |

## L'ala delta als mitjans de comunicació
- 1973: es produeix la primera pel·lícula sobre l'esport de l'ala delta, The New Freedom. Va ser distribuïda per Paramount Communications, una divisió de curtmetratges de Paramount Pictures.[35]